# David Teniers III

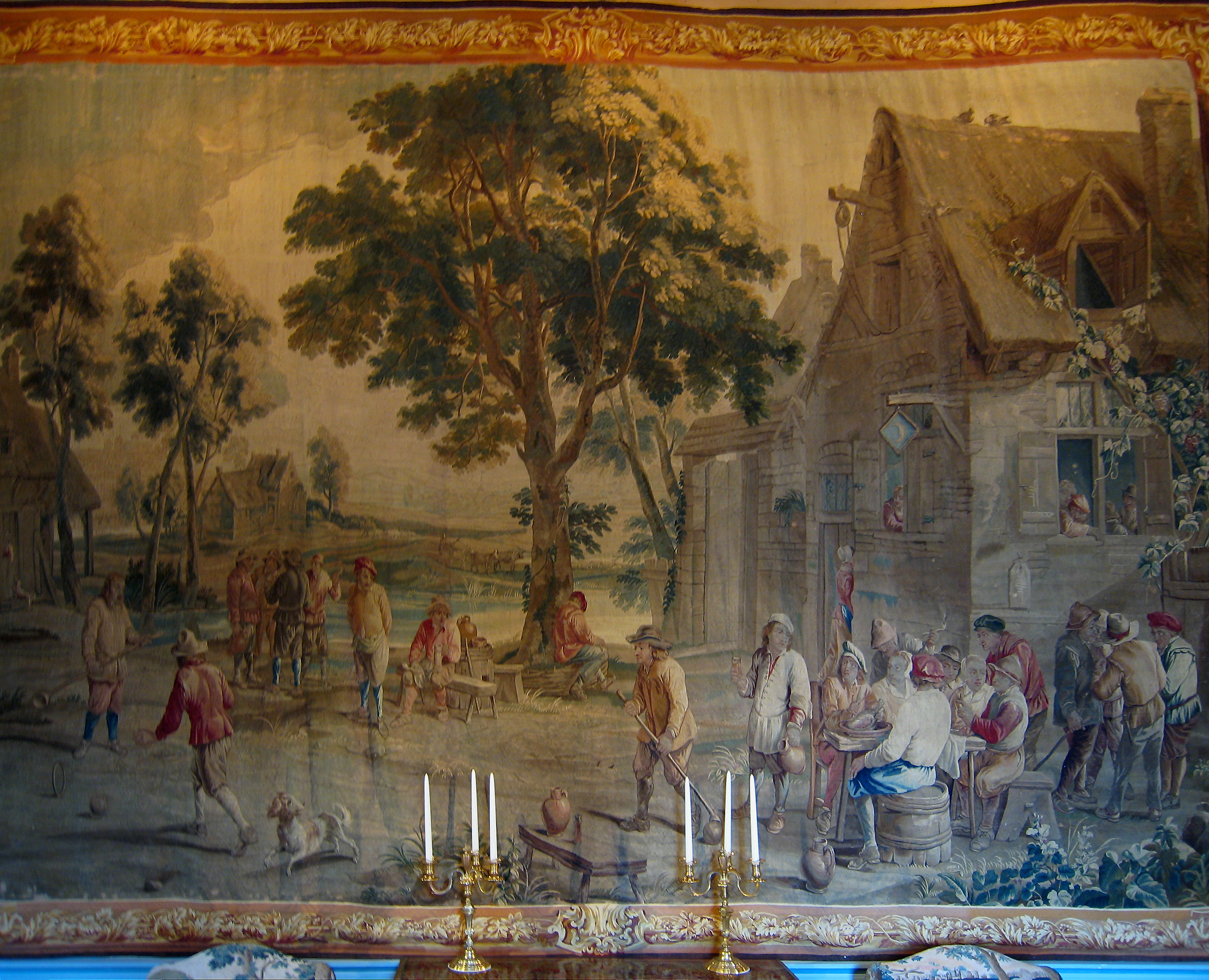
Jogadores de bola (Castelo de Cheverny)

David Teniers III (Antuérpia, 10 de julho de 1638 — 11 de fevereiro de 1685) foi um pintor flamengo. Era filho de David Teniers o moço.
Teniers III casou com Anna Maria Bonnarens em 4 de abril de 1671 e tiveram cinco filhos. O mais velho, David Teniers IV (1672 - 1731), aparentemente também foi outro pintor nesta família de pintores.

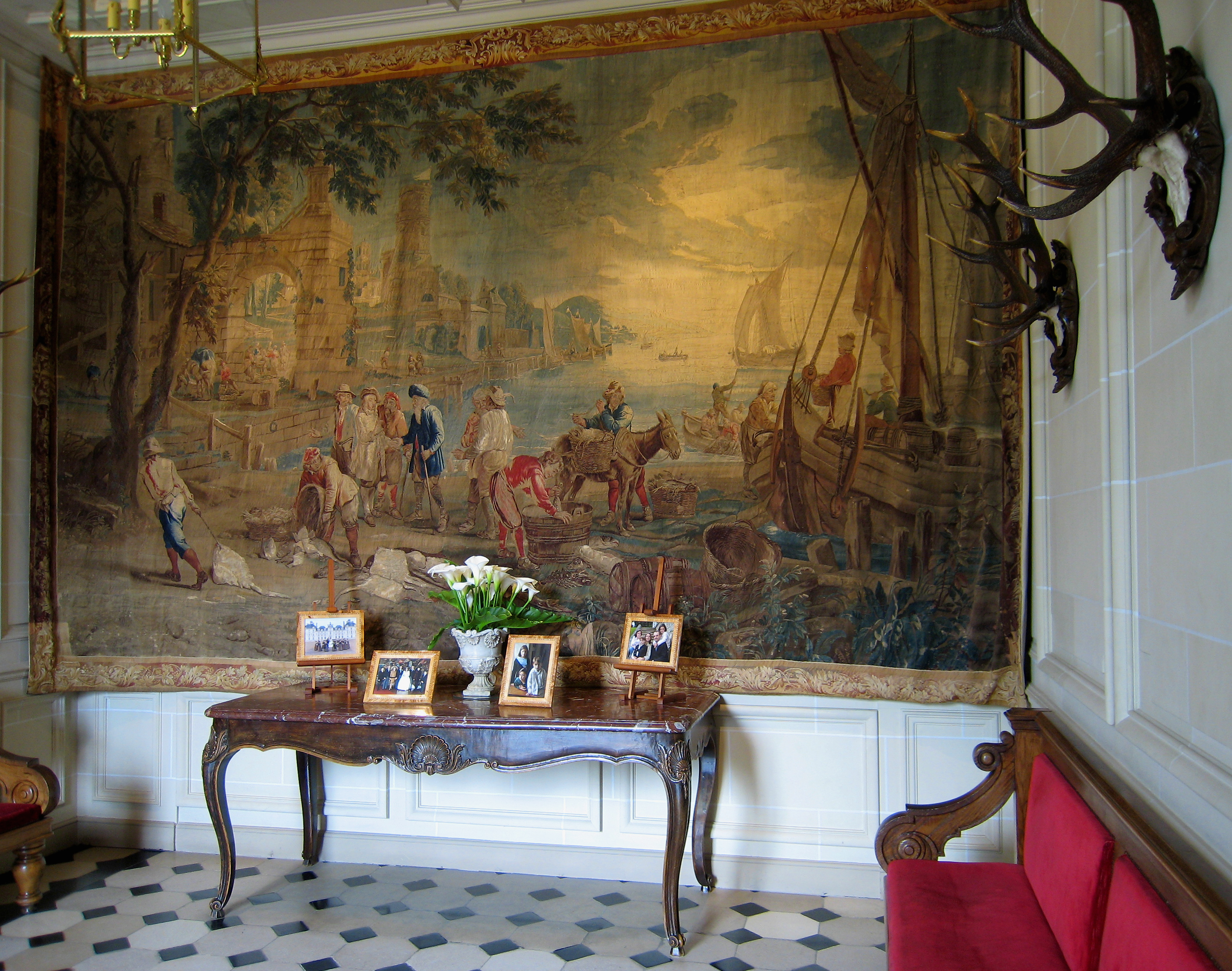
O retorno dos pescadores (Castelo de Cheverny)

Teniers III pintou no estilo de seu pai, mais famoso do que ele.